# Baphia latiloi
Baphia latiloi är en ärtväxtart som beskrevs av Michael O. Soladoye. Baphia latiloi ingår i släktet Baphia och familjen ärtväxter. IUCN kategoriserar arten globalt som sårbar. Inga underarter finns listade i Catalogue of Life.